# Patrice (James Bond)
Patrice é um personagem do filme 007 Operação Skyfall, vigésimo-terceiro filme oficial da franquia cinematográfica do espião britânico James Bond. Um assassino e terrorista frio, trabalha sob as ordens do principal vilão da aventura, Raoul Silva. É interpretado nas telas pelo ator sueco Ola Rapace.

## Características
Moreno, alto, ágil e forte, Patrice é um assassino e mercenário francês capanga de Silva, um homem de poucas palavras e que ama a violência.

## No filme
O personagem aparece logo ao início do filme, quando, após assassinar agentes do MI6 num apartamento operativo da agência em Istambul, Turquia, foge levando consigo o hard drive roubado do computador do aparelho, que contém a identificação de centenas de agentes britânicos infiltrados na OTAN, tendo James Bond e a agente Eve em seu encalço. Perseguido de carro pelas ruas de um grande bazar, ele inicia um grande tiroteio contra os agentes no meio do povo depois que seu carro capota e rouba a motocicleta de um policial morto na troca de tiros generalizada.
Patrice e Bond iniciam uma grande cena de perseguição em motocicletas pelos telhados da cidade. De Londres, M e seu auxiliar Bill Tanner acompanham a perseguição por dispositivos eletrônicos e guiam Eve, de jipe, atrás dos dois. Bond força Patrice a deixar os telhados e o empurra para um local que está bloqueado pelo jipe de Eve. Com isso, ele salta da moto e se joga sobre um trem que passava pela via férrea abaixo, com Bond pulando junto em seu encalço. Na luta que se segue no teto do trem, Eve recebe ordem de M pelo rádio de atirar de qualquer maneira para impedir a fuga do assassino, mas a agente acaba acertando Bond, que cai do trem e da ponte por onde passavam, enquanto Patrice continua sua fuga e desaparece com o trem um túnel.
O personagem volta a aparecer novamente três meses depois em Xangai, na China. Vigiado e seguido por Bond, ele sobe em um alto edifício depois de matar o guarda de segurança na portaria e, saltando num dos andares, faz uma abertura na grande janela de vidro de uma das salas do andar. Armado com um fuzil sniper, mira no prédio adjacente, onde alguns homens e uma mulher mostram uma grande obra de arte roubada a um cliente. O cliente é assassinado por Patrice com um tiro e Bond, que o seguia, é descoberto por ele. Na troca de tiros e na luta posterior, o assassino fica dependurado do lado de fora da janela do arranha-céu, seguro apenas pela mão de 007. Mesmo instado por Bond a dizer quem é seu chefe, Patrice se nega a falar, sua mão escorrega e ele cai no vazio.